# Мария Сабина
Мария Сабина Магдалена Гарсия (22 июля 1894 г. — 22 ноября 1985 г.) — масатекская шаманка (курандера) и поэтесса. Жила в Уаутла-де-Хименес, городе в районе Сьерра-Масатека мексиканского штата Оахака на юге Мексики. Проводила лечебные церемонии, называемые веладас, которые были основаны на использовании псилоцибиновых грибов, в частности Psilocybe caerulescens, священного для масатеков. Веладас Марии Сабины способствовали популяризации традиционного мексиканского ритуального использования энтеогенных грибов. Считается одним из возможных прототипов Дона Хуана Матуса из произведений Кастанеды.

## Биография

### Детство
Мария Сабина родилась недалеко от Уаутла-де-Хименес в горах Сьерра-Масатека в конце XIX века. Хотя сама Сабина не была уверена, она считала, что родилась в 1894 году. Оба её родителя были крестьянами; её мать звали Мария Консепсьон, а отца — Крисанто Фелисиано. Он умер от болезни, когда ей было три года. У неё была младшая сестра Мария Ана. Её дедушка и прадедушка по отцовской линии также были шаманами (курандерос). После смерти отца мать перевезла семью в город. Сабина выросла в доме своих бабушки и дедушки по материнской линии.

### Смерть
Мария Сабина умерла в 1985 году в нищете.

## Взаимодействие с западным миром
Взаимодействие Марии Сабины с западным миром, начиная с Роберта Гордона Уоссона, с точки зрения коренных народов описывается как «история извлечения, культурной апроприации, биоразведки и колонизации». Иностранцы называли Марию Сабину первой современной мексиканской курандерой, которая позволила западным людям участвовать в лечебном ритуале, известном как велада. Сама Мария Сабина утверждала, что она не курандера, а сабия, и что сабия и курандера — это не одно и то же. До того, как стать сабией, Мария Сабина пробовала курандеризм, но почувствовала, что это ей совершенно не подходит.
Все участники ритуала принимали псилоцибиновый гриб, совершая таинство, открывающее врата разума. Велада рассматривается как очищение и приобщение к священному.
В 1955 году американский этномиколог и банкир Роберт Гордон Уоссон и его жена Валентина, педиатр и ученый, а также энтузиаст микологии российского происхождения, посетили родной город Марии Сабины, где Уоссон принял участие в веладе вместе с ней. Уоссон был первым посторонним, кто принял участие в веладе, и чтобы получить доступ к церемонии (которая использовалась для поиска пропавших людей и важных предметов), Уоссон солгал и сказал ей, что он беспокоится о своем сыне дома и хочет получить информацию о его местонахождении и самочувствии, позже признавшись, что это был обман. Уоссоны собрали споры гриба, который они идентифицировали как Psilocybe mexicana, и отвезли их в Париж. Гриб был культивирован в Европе, и его основной психоактивный ингредиент, псилоцибин, был выделен в лаборатории швейцарским химиком Альбертом Хофманном в 1958 году.
Уоссон написал книгу о своём опыте ритуала в статье журнала Life 1957 года под названием «В поисках волшебного гриба»; имя и местонахождение Марии Сабины не были раскрыты. Однако, как отмечает автор Майкл Поллан, «Уоссон не был слишком решителен в своём желании сохранить в тайне личность Марии Сабины» — позже Уоссон опубликовал 512 экземпляров своей двухтомной книги под названием «Россия, грибы и история», во втором томе которой были раскрыты её личность и местонахождение, что было расценено как вероломство и злоупотребление её гостеприимством. Эта информация содержалась в рассказе о первой веладе, которую он и его жена провели с Аурелио Каррерасом, зятем Марии Сабины, 15 августа 1953 года, за два года до того, как они сами употребили эти грибы.
Молодёжь из США начала искать Марию Сабину и «волшебные» грибы ещё в 1962 году, когда многочисленные хиппи, учёные и другие люди посещали отдалённую изолированную деревню Уаутла-де-Хименес. Ходили слухи, что многие знаменитости 1960-х годов, включая Боба Дилана, Джона Леннона и Кита Ричардса, посещали Марию Сабину, но эти утверждения не могут быть подтверждены, поскольку никаких фотосвидетельств или письменных отчётов о визитах самих рок-звёзд никогда не было.

Их неуважение к священным и традиционным целям заставило Марию Сабину заметить:

До Уоссона никто не забирал «детей» просто для того, чтобы найти Бога. Их всегда брали, чтобы исцелить больных.

Когда в общину стали приходить представители западной культуры, желавшие испытать галлюцинации, вызванные грибами, Сабина привлекла внимание мексиканской полиции, которая считала её наркоторговкой. Нежелательное внимание полностью изменило социальную динамику общины масатеков и грозило положить конец масатекскому обычаю. Община обвинила Сабину; в результате она подверглась остракизму, её дом сожгли, её сына убили, а сама она ненадолго оказалась в тюрьме. Позже Сабина сожалела о том, что познакомила Уоссона с этой практикой, но Уоссон утверждал, что его единственной целью было внести свой вклад в общее знание человечества, несмотря на финансирование проекта ЦРУ по контролю над сознанием «МК Ультра». То, как в современной истории ему приписывают «открытие» силы священных грибов, описывается как повествование, которое "во многом имитирует колониальный язык «открытия».
После того, как мексиканская армия заблокировала доступ американских, европейских и мексиканских хиппи и других нежелательных гостей по единственной дороге, ведущей в город (1967—1977), жизнь Уаутлы-де-Хименес и масатеков вернулась в нормальное русло. Несколько федералов также патрулировали город, выгоняя нежелательных иностранных гостей.

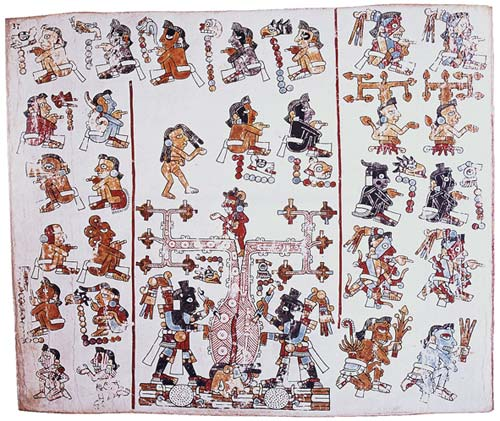
Пластина 37 Кодекса Виндобонесиса или Юта Тнохо (культура миштеков, поздний постклассический период Мезоамерики)

Энтеогенное использование священных грибов (hongos sagrados), практикуемое Марией Сабиной, имеет корни в доколумбовой Мексике. Благодаря её встрече с Р. Гордоном Уоссоном и записи её веладас в середине 1950-х годов эти древние церемонии и ритуалы масатеков вошли в западные системы знаний, хотя они существовали в культуре масатеков на протяжении веков. Похожие церемонии были записаны в позднем постклассическом мезоамериканском миштекском кодексе Юта Тнохо или Vindobonensis Mexicanus I (лат.), написанном в 16 веке, и в Трех стелах Сочимилько, но до встречи Уоссон с Марией Сабиной в начале 1950-х годов не было почти никаких доказательств того, что священные церемонии и ритуалы исцеления грибами и гадания действительно существовали. Ученые отмечают, что до отчета Уоссона в западной научной литературе «практически не было доказательств» лечебных свойств псилоцибиновых грибов, что подтверждает ключевую роль, которую Сабина и масатекская община играли во всем западном использовании грибов.

### Использование синтетических энтеогенов
В 1958 году французский миколог Роже Хайм привёз Марии Сабине таблетки псилоцибина, и состоялась первая велада с использованием активного вещества грибов, а не самих грибов. В 1962 году Р. Гордон Уоссон и Альберт Хофманн отправились в Мексику, чтобы навестить её. Они также привезли с собой таблетки псилоцибина. Компания «Сандоз» продавала их под торговой маркой «Индоцибин». Хофманн дал свой синтезированный энтеоген курандере. «Конечно, — вспоминал Уоссон, — Альберт Хофманн настолько консервативен, что всегда даёт слишком малую дозу, и это не давало никакого эффекта». У Хофмана была другая интерпретация: «Активация таблеток, которые должны раствориться в желудке, происходит через 30-45 минут. Грибы же, напротив, действуют быстрее, поскольку лекарство всасывается немедленно». Чтобы развеять её сомнения относительно таблеток, им раздали ещё. Мария, её дочь и шаман Дон Аурелио приняли по 30 мг каждый — высокая доза по нынешним меркам, но, возможно, не для опытных практиков. На рассвете их переводчик из племени масатеков сообщил, что Мария Сабина не почувствовала большой разницы между таблетками и грибами. Она поблагодарила Хофмана за бутылочку с таблетками, сказав, что теперь сможет помогать людям, даже когда грибов не будет.
Химические соединения, полученные из грибов Psilocybe, которые Сабина представила Уоссону, теперь входят в состав фармацевтических продуктов, которые запатентованы и стоят миллионы долларов. Однако коренные общины масатеков, ответственные за открытие и сохранение лечебных свойств грибов псилоцибина, не владеют ни одним из этих патентов и, как таковые, не получают никакой финансовой выгоды.

## Возможная связь с произведениями Кастанеды
В письме к Уоссону Кастанеда упоминает, что ежегодно собирал грибы вместе с доном Хуаном в районе Валье Насьональ — регионе, связанном с практикой грибных церемоний, описанной Уоссоном в контексте Сабины (Уаутла де
Хименес, где жила Сабина, и где Уоссон впервые попробовал грибы, расположена на северо-западе от Валье Насьональ). Он подчёркивает, что грибы использовались не как средство для получения удовольствия, а в строго обрядовом контексте, что также роднит подход дона Хуана с её практикой.
Хотя Кастанеда утверждает, что не был знаком с Уоссоном и его трудами до публикации собственной книги, его описание ритуалов, сакрализация грибов и даже география указывают на возможное заимствование. Сходство особенно заметно в противопоставлении «истинного» шаманизма дона Хуана поверхностному психоделическому опыту — как раз в духе различия между позицией Сабины и культурой хиппи.

## Поэзия
Альваро Эстрада, масатек, записавший её жизнь и творчество, а также перевёл её песнопения. Американский зять Эстрады, Генри Манн, перевёл многие песнопения с испанского на английский и писал о значении её языка. Манн писал, что Мария Сабина блестяще использовала темы, общие для масатекских и мезоамериканских духовных традиций, но в то же время была «уникальным талантом, искусным поэтом устного творчества и мастером с глубокой литературной и личной харизмой». Мексиканский поэт Омеро Ариджис назвал её «величайшей поэтессой-визионером в Латинской Америке XX века».